# Kamień runiczny

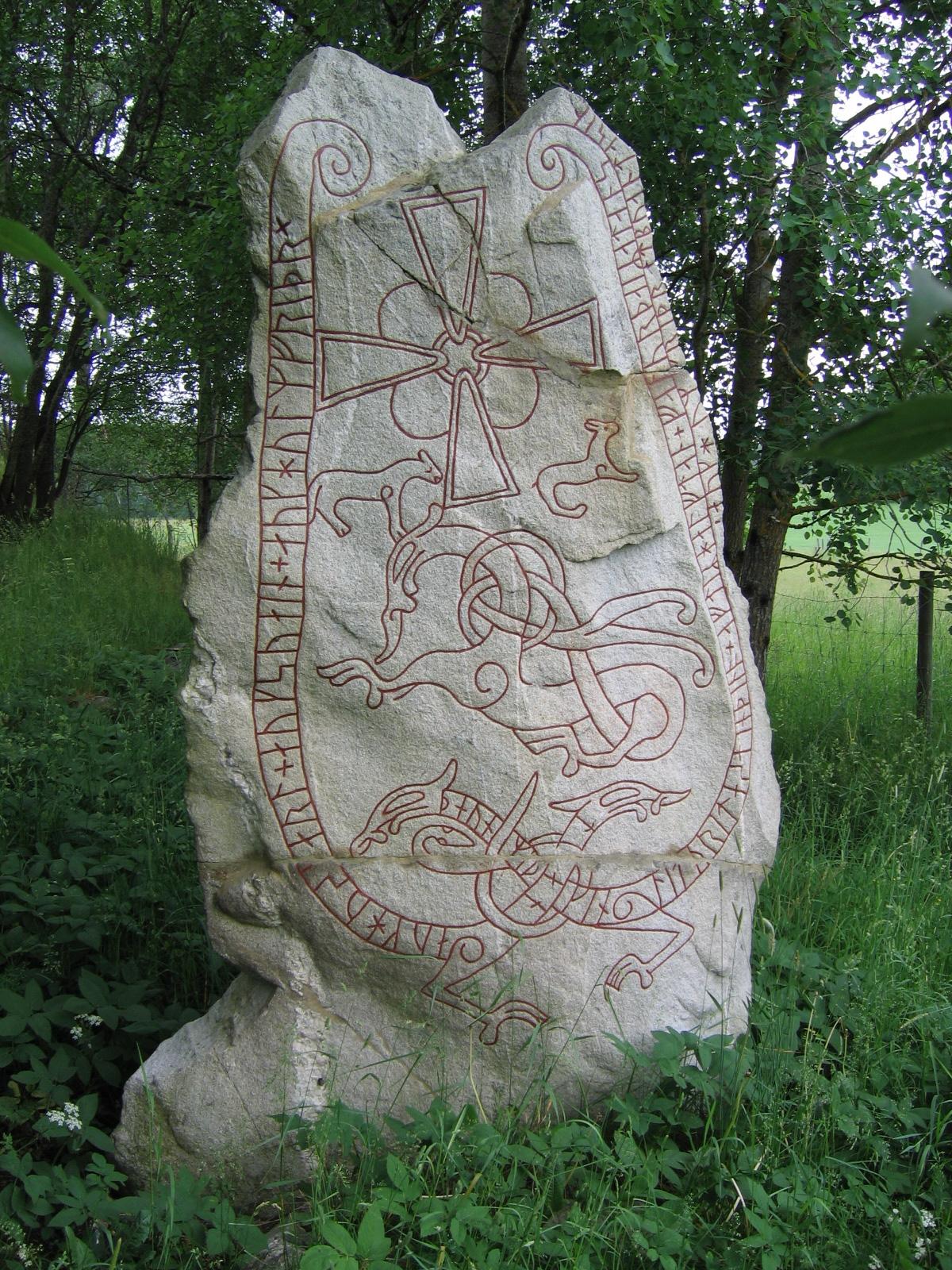
XI-wieczny kamień runiczny w Upplandzie w Szwecji (U 240)

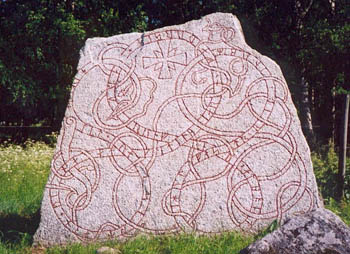
Kamień runiczny z Vaksala (U 961) – typowy chrześcijański kamień runiczny z Upplandzie

Kamień runiczny – kamień z powierzchnią, na której wyryte zostały przez rytownika runy.

## Czasy kamieni runicznych i ich kontekst
Kamienie runiczne powstawały głównie w latach 200–1100. Runy były używane także w późniejszych czasach w niektórych odizolowanych rejonach Szwecji i Norwegii, ale kamienie runiczne przestano w zasadzie rytować przed rokiem 1100. Zachowały się one w całym obszarze kultury nordyckiej – w Szwecji, Norwegii i Danii oraz w rejonach o znaczącym wpływie tej kultury.
Starsze kamienie runiczne (sprzed roku 800) są w większości rytowane w starym rzędowym stylu. Często pozbawione są ornamentów. W tym okresie znacząca liczba kamieni była stawiana w południowych rejonach ich występowania (Danii, Götaland, a także w Norwegii) – tak samo dużo, jak na północy (przede wszystkim Svealand) lub nawet więcej.
Około roku 1000 zaznaczyła się istotna zmiana w zwyczajach stawiania kamieni runicznych i liczba rytowanych kamieni w krótkim czasie wzrosła na południu, po czym fala wzrostu zaczęła się rozprzestrzeniać ku północy, gdzie zyskała swoją kulminację w latach 1050–1100 na terenie Upplandu, by pod koniec XI wieku zamrzeć.
Najbardziej aktywny okres i obszar tworzenia kamieni runicznych to druga połowa XI wieku w okolicach jeziora Melar. Zbiega się to z chrystianizacją tych terenów. Sam fakt rytowania kamieni runicznych w danym grodzie był oznaką, że prawdopodobnie osiedleni tam byli chrześcijanie. Wraz z nastaniem chrześcijaństwa ludzie przestali chować swoich zmarłych na starych cmentarzyskach, które wcześniej były istotnym elementem okazywania mocy i związków z lokalną społecznością. Możliwe, że kamienie runiczne w okresie przejściowym służyły jako forma wyrażania tych kulturowych znaków, ponieważ nowe cmentarze ze względu na swoją świeżość jeszcze nie nabrały istotnego znaczenia.

### Zasięg występowania kamieni

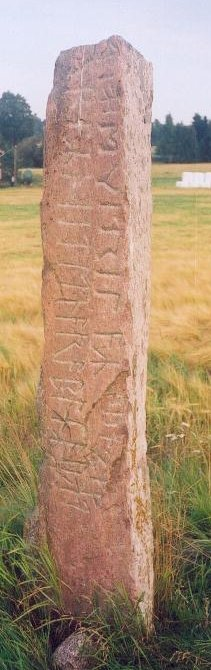
Kamień runiczny z Järsberg (Vr 1) – typowy wczesny kamień runiczny

Kamienie runiczne występują przede wszystkim na terenie Szwecji, oprócz tego pojawiają się w Danii, Norwegii i innych miejscach, które znajdowały się pod wpływem kultury nordyckiej takich jak Islandia, Grenlandia, Wyspy Brytyjskie czy Irlandia.
| Miejsce               | Liczba kamieni |
| --------------------- | -------------- |
| Uppland               | 1392           |
| Södermanland          | 448            |
| Östergötland          | 365            |
| Västergötland         | 298            |
| Smalandia             | 183            |
| Olandia               | 179            |
| Närke                 | 37             |
| Västmanland           | 36             |
| Gästrikland           | 23             |
| Hälsingland           | 20             |
| Medelpad              | 18             |
| Bohuslän              | 14             |
| Värmland              | 8              |
| Dalarna               | 5              |
| Jämtland              | 4              |
| Lappland              | 1              |
| Gotland               | 399            |
| Szwecja razem         | 3430           |
|                       |                |
| Norwegia              | 1552           |
| Dania                 | 844            |
| Wyspy Brytyjskie      | 100            |
| Grenlandia            | 92             |
| Islandia              | 39             |
| Irlandia              | 15             |
| Wyspy Owcze           | 9              |
| Kamienie poza Szwecją | 2651           |
| Wszystkie kamienie    | 6081           |

Liczby te zostały zaczerpnięte z bazy danych Samnordisk runtextdatabas i obejmują także inne rodzaje napisów runicznych. Poza tym pewna mała liczba napisów występuje w innych miejscach, należą do nich na przykład Lew z Pireusu, runy w Wenecji oraz kilka napisów w stambulskiej świątyni Hagia Sofia.

## Napisy na kamieniach runicznych

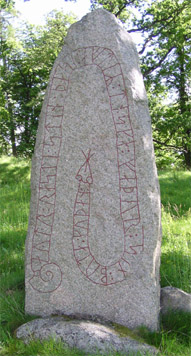
Kamień runiczny (Ög 221) z Östergötland z napisem i typowym rysunkiem węża

Większość szwedzkich zabytków piśmiennictwa z czasów przedhistorycznych to wyryte w kamieniu napisy runiczne. Większość kamieni wzniesiono, aby upamiętnić jakąś faktycznie istniejącą osobę. W większości wypadków byli to ludzie z czasów początku chrześcijaństwa w Szwecji, dlatego napisy na nich mają często postać: X wzniósł ten kamień, aby upamiętnić Y, jednego z najwspanialszych ludzi, jacy kiedykolwiek żyli, Boże pomóż jego duszy. Runy rył Z.
Oprócz tego standardowego typu zdarzają się też i inne. W Husby-Ärlinghundra w południowym Upplandzie znajduje się kamień z napisem: Björn, syn Finnvida, dał wyryć ten kamień ku swojej własnej pamiątce. Innym rytownikiem, który upamiętnił siebie był Vigmund. Opisał on siebie jako najzdolniejszego z ludzi – kamień z napisem tym, po odbyciu długiej podróży sięgającej Paryża, znajduje się obecnie w parku uniwersyteckim w Uppsali.
Na jednej z płyt w Södermanland znajduje się napis informujący, że w tym miejscu pewien człowiek uwolnił się od swojego prześladowcy, zabijając go. Płyta leży na miejscu zgromadzeń, gdzie się to wydarzyło.
Napisy runiczne mają też niekiedy charakter magiczny. Częściej jednak w takim charakterze występują na przedmiotach niż na kamieniach. Przykładowo włócznia mogła mieć napisane swoje imię lub oznaczającą coś potężnego runę. Ważnym ciągiem runów jest napis futhark, który często był używany jako zaklęcie. Powraca też fraza Tyd du runorna (Zinterpretuj runy), co oznacza, że nie wszyscy byli obdarzeni ich znajomością.
Wreszcie niektóre kamienie runiczne stanowią prawdziwą zagadkę, której nie jesteśmy w stanie dziś rozwikłać. Bez wątpienia najbardziej znanym przypadkiem tego typu jest kamień runiczny z Rök w Östergötland – najdłuższy na świecie napis runiczny.
Napisy runiczne są w ogólności układane według jakiejś linii prowadzącej. Z początku najczęściej była to linia prosta i powszechnie stosowano kierunek pisma od prawa do lewa. Później napisy coraz częściej umieszczano wzdłuż linii o charakterze ozdobnym, najpierw w kształcie ciała węża, a potem nawet smoka. Typ zdobienia pomaga badaczom run przy datowaniu kamieni i identyfikacji rytownika.
Zdarzają się, choć rzadko, przypadki bardziej rozwiniętej ornamentyki. Jednym z najczęściej stosowanych motywów wydaje się być tutaj stopa rytownika.

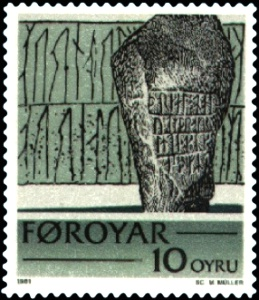
Kamień runiczny z Sandavágur (Wyspy Owcze) na znaczku pocztowym

## Napisy runiczne na innych tworzywach
Runy były ryte także w rogu, kości, drewnie, korze oraz płatach kory brzozowej (używanej na północy podobnie jak papirus) i innych podobnych tworzywach. Napisy na tych nośnikach jednak w większości nie zachowały się, ale ze znalezisk archeologicznych wynika, iż były one używane nie tylko do tworzenia okolicznościowych napisów. Napisy runiczne wykonywano też na większych utworach skalnych – płytach skalnych i głazach narzutowych.
Pochodzące z wyspy Gotlandii kamienie z rysunkami należą do pewnego stopnia do innej tradycji i nie powinny być mylone z kamieniami runicznymi. Napisy pojawiają się na nich tylko sporadycznie.